# Ça va bien aller (slogan)
Pour les articles homonymes, voir tout ira bien.

Une illustration d'un arc-en-ciel et les mots Ça va bien aller, symbole et slogan lié au mouvement de solidarité au Québec.

Ça va bien aller est une traduction en français du slogan italien andrà tutto bene, qui voit le jour au cours de la pandémie de Covid-19 en Italie, lors du confinement de ce pays. À ce moment, plusieurs personnes accrochent à leur balcon un dessin d’arc-en-ciel accompagné du slogan,.
Phénomène viral, le slogan est repris et traduit dans plusieurs régions du monde.

## Traductions
Le slogan possède plusieurs variantes :
Français
- Ça va bien aller (Québec)
- Tout ira bien
- Tout ira mieux (Belgique)[réf. souhaitée]

Anglais

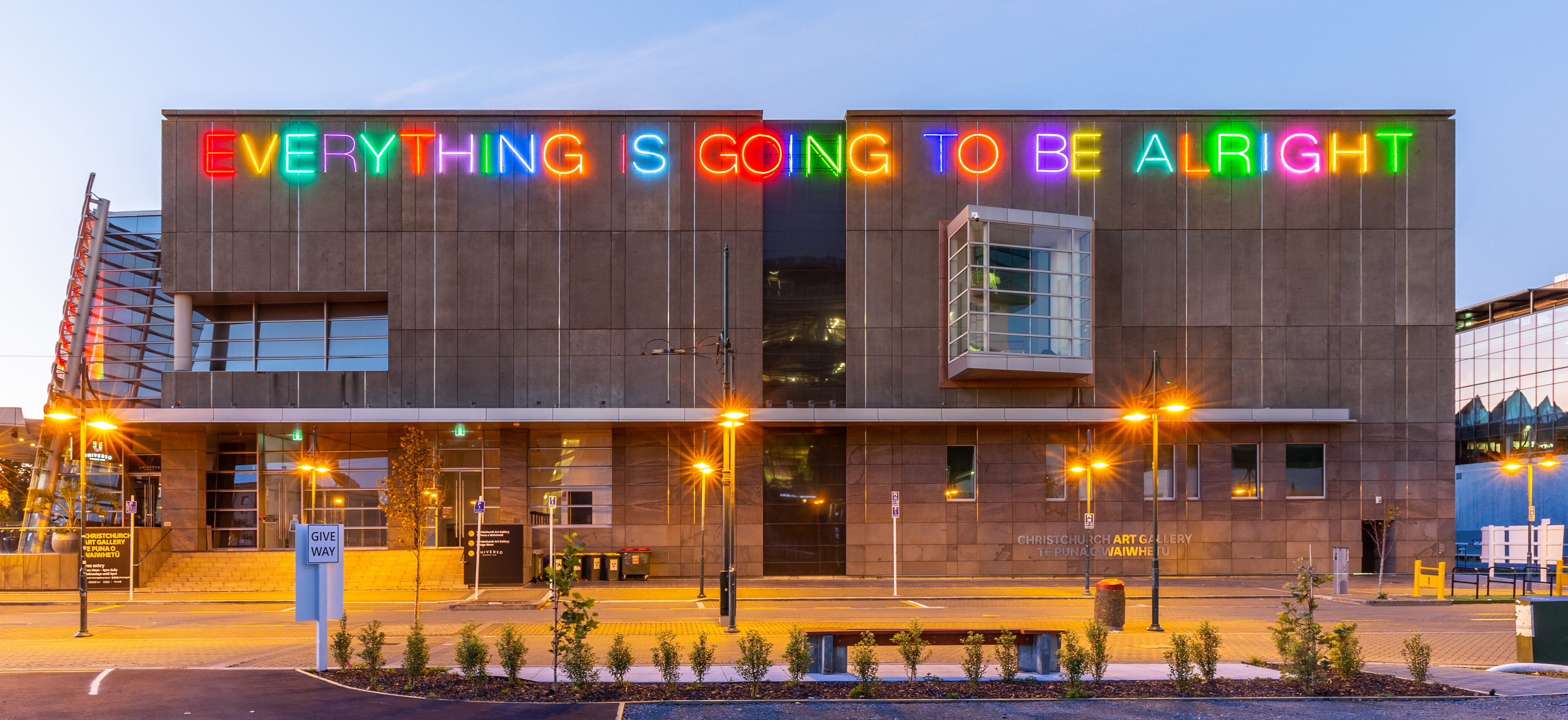
Slogan repris en anglais à la Christchurch Art Gallery.

- Everything is going to be all right
- Everything will be all right[1]
- It's going to be OK
- Everything will be OK[3]
- It will be OK[4]
- We will be OK[5]

### Belgique

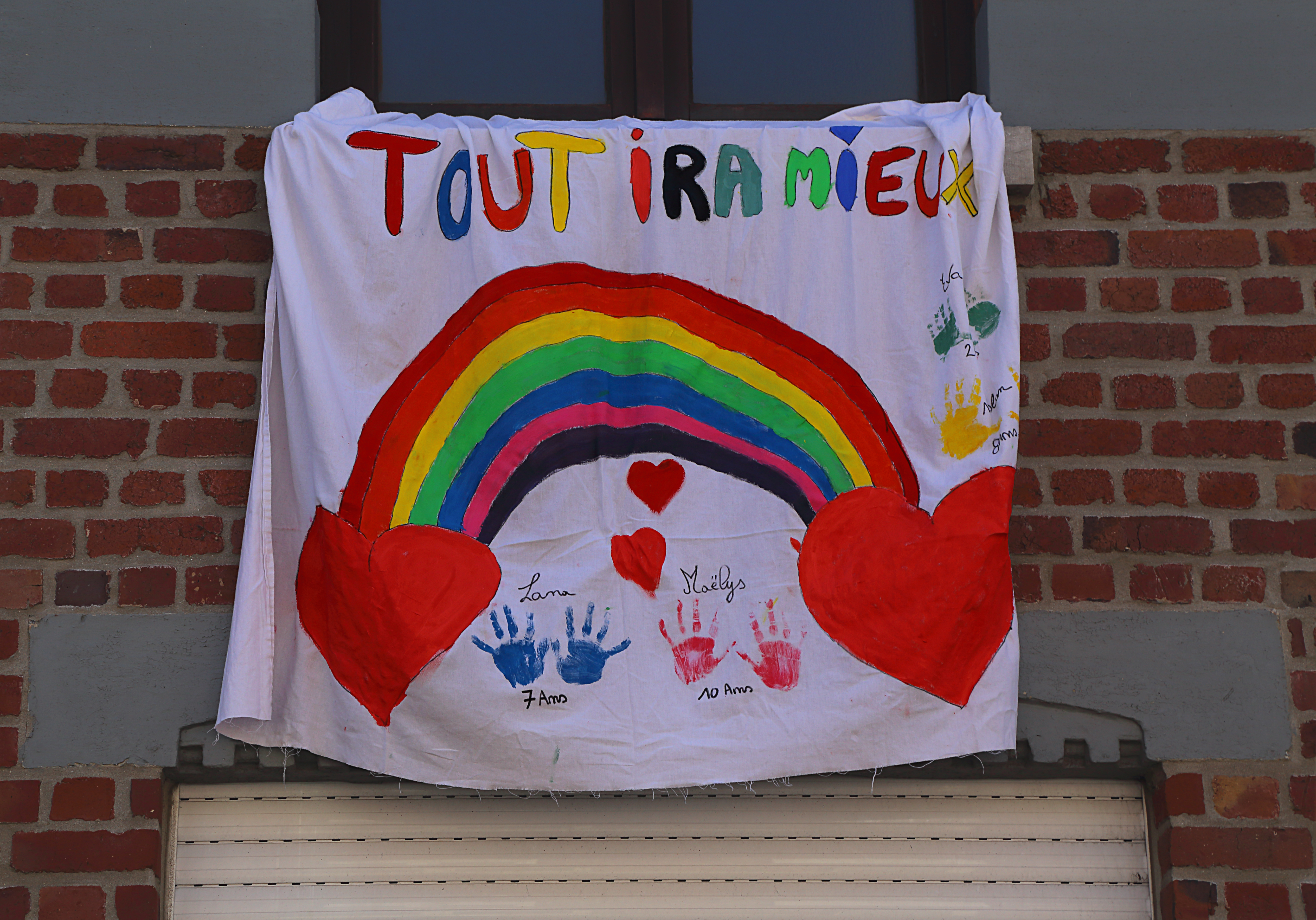
Une bannière similaire, « Tout ira mieux », en Belgique, le 25 mars 2020.

## Dans le monde

### Cambodge
- Everything Will Be OK, un film documentaire cambodgien de 2022 réalisé par Rithy Panh.

### Italie

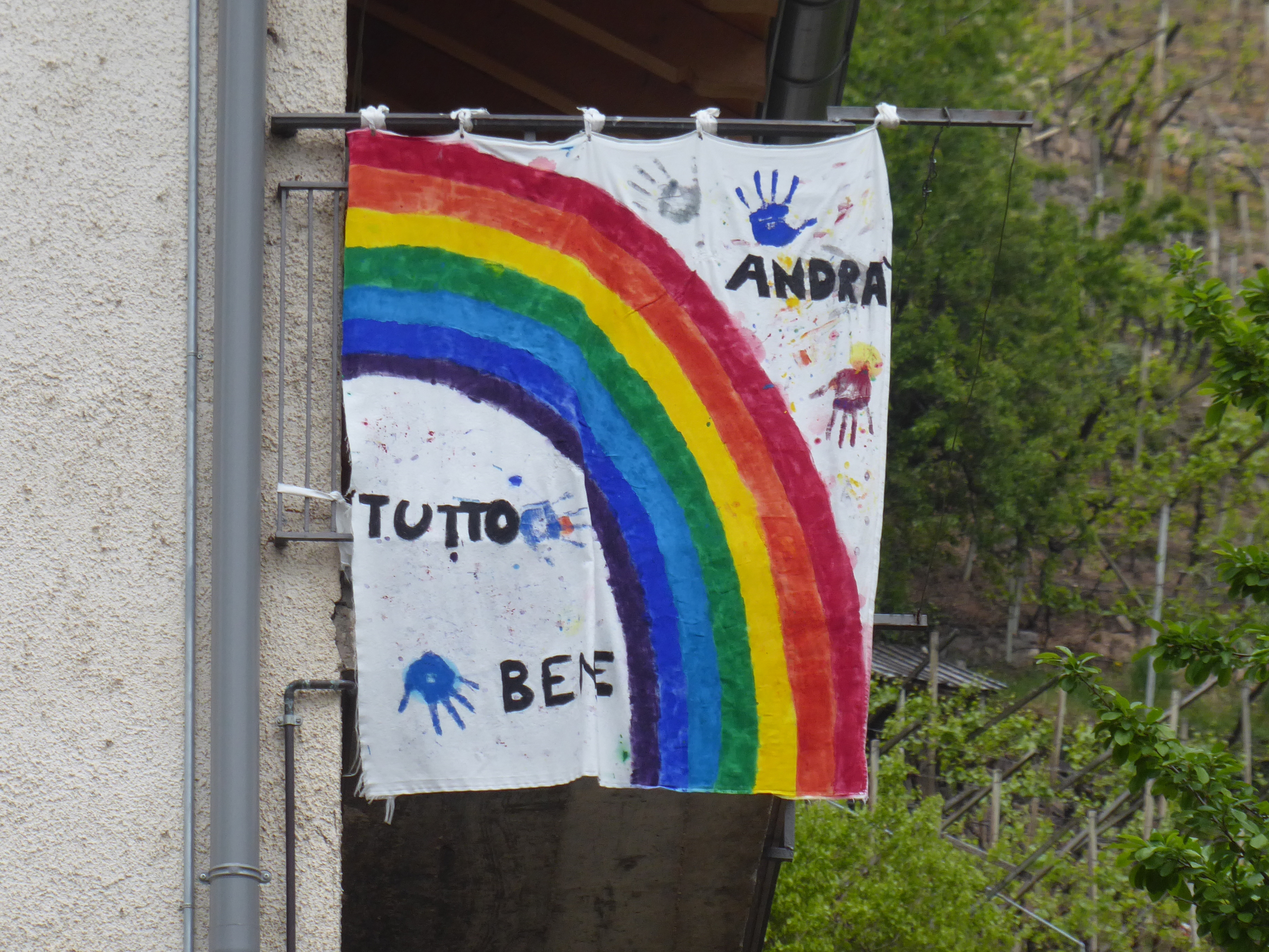
Une bannière italienne « Andrà tutto bene » à Segonzano en Italie (avril 2020).

La chanteuse Elisa coécrit le single « Andrà tutto bene » avec Tommaso Paradiso pendant la période de quarantaine appliquée en Italie à cause de l’épidémie.

### Québec

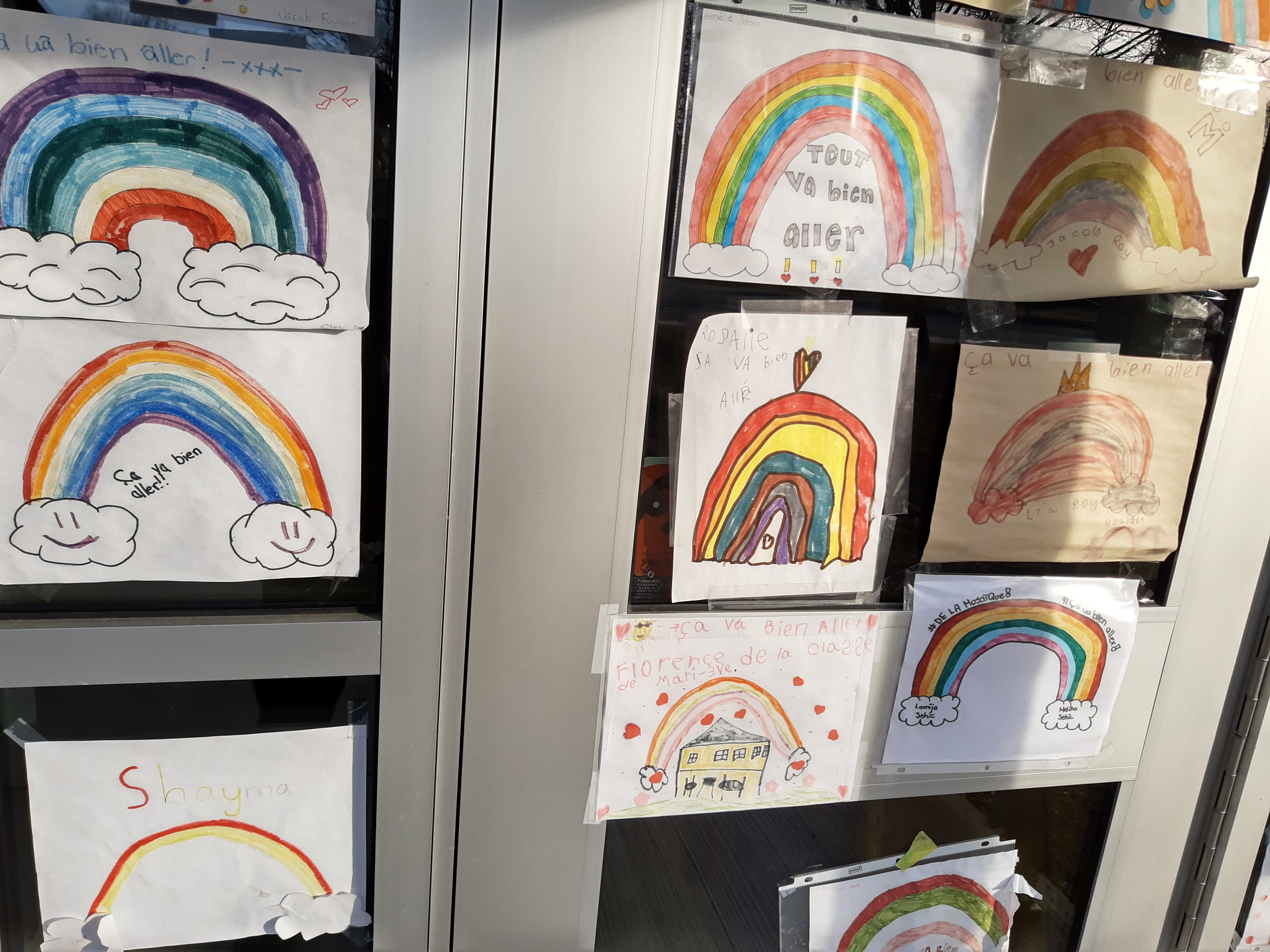
Dessins sur le thème « Ça va bien aller » affichés dans la porte et la fenêtre d'une école de Québec (avril 2020).

Le slogan est traduit au Québec en ça va bien aller, expression typique utilisée pour rassurer lors d'un événement inquiétant. La phrase est généralement écrite sous un dessin d'arc-en-ciel dont chacune des deux extrémités aboutit à un nuage, très souvent peint de façon artisanale dans la fenêtre des résidences. Il a aussi donné lieu au mot-clic #cavabienaller.
Selon La Presse, c'est Gabriella Cucinelli, éducatrice en CPE et mère de deux enfants, qui aurait importé et lancé l'usage au Québec. Le 14 mars 2020, elle aurait demandé à ses enfants de faire le dessin en question, l'aurait affiché dans sa fenêtre et aurait publié la photo dans un groupe Facebook pour éducatrices.
Selon Radio-Canada, ce serait plutôt une enseignante de Lanaudière, Karine Laurier, qui aurait elle aussi demandé à ses enfants de faire le dessin, l'aurait affiché dans sa fenêtre et aurait lancé une page Facebook invitant ses concitoyens à faire de même; elle aurait obtenu 5000 membres en deux jours.
Cet usage était extrêmement répandu au Québec, notamment à Montréal, au printemps 2020. « Si tu es comme moi et que tu prends des marches dans les rues de Montréal, tu dois remarquer qu’à chaque 3 maisons on peut voir une affiche avec un arc-en-ciel et cette phrase positive. »
Le 6 avril 2020, le réseau TVA a lancé l'émission quasi quotidienne (du lundi au jeudi, en début de soirée) Ça va bien aller, animée par Fabien Cloutier et Marie-Soleil Dion. L'émission vise à faire « connaître au grand public les initiatives provenant des quatre coins de la province et qui visent à briser l’isolement en ces temps de confinement ».
Gabriella Cucinelli a déposé une demande d’enregistrement à l’Office de la propriété intellectuelle du Canada pour protéger la marque (image et slogan). Son but n'est pas de faire de l'argent, mais plutôt d'inciter les commerces qui utiliseraient la marque en question à faire un don à l’organisme de sécurité alimentaire québécois La Cantine pour tous.
Le message est parfois bilingue anglais-français, auquel cas la traduction anglaise n'est pas fixée.
Le message est fréquemment dénoncé comme exagérément jovialiste, comme un moyen de faire l'autruche et de nier les difficultés traversées, d'une part en raison de l'impéritie de l'État, d'autre part en raison des difficultés bien concrètes vécues par les gens malades, les personnes au chômage, la crise économique qui s'annonce et le labeur des professionnels de la santé,.